# Mycalesis fumosus
Mycalesis fumosus är en fjärilsart som beskrevs av James John Joicey och Talbot 1915. Mycalesis fumosus ingår i släktet Mycalesis och familjen praktfjärilar. Inga underarter finns listade i Catalogue of Life.